# Iosif Rotariu
Iosif Rotariu (n. 27 septembrie 1962 în Prigor, Caraș-Severin) este un fotbalist român, care a jucat pentru Echipa națională de fotbal a României la Campionatul Mondial de Fotbal din 1990. A fost antrenorul secund al echipei FC Politehnica Timișoara, pe care a mai pregătit-o din postura de antrenor interimar în două rânduri.
În martie 2008 a fost decorat cu Ordinul „Meritul Sportiv” clasa a III-a, pentru rezultatele obținute la turneele finale din perioada 1990-2000 și pentru întreaga activitate.

## Titluri
- Politehnica Timișoara:
  - Cupa României: 
    - Finalist: 1980-81, 1982-83

- Steaua București:
  - Divizia A: 1986–87, 1987–88, 1988–89, 1997–98
  - Cupa României: 1986-87, 1988–89, 1996–97
  - Supercupa României: 1997
  - Cupa Campionilor Europeni:
    - Finalist: 1988-89

- Galatasaray:
  - Turkcell Süper Lig:
    - Finalist: 1990–91

  - Cupa Turciei: 1990-91
  - Supercupa Turciei: 1991

### Interviuri
- VIDEO Iosif Rotariu: „Maradona mi-a luat tricoul și l-a aruncat în iarbă“, 23 august 2011, Sebastian Perju, Adevărul